# نيتو (لاعب كرة قدم مواليد 1966)
نيتو (بالبرتغالية: José Ferreira Neto) هو صحفي ولاعب كرة قدم برازيلي، ولد في 9 سبتمبر 1966 في إيريتشيم في البرازيل. شارك مع منتخب البرازيل لكرة القدم. أما مع النوادي، فقد لعب مع أتلتيكو مينيرو وباوليستا ونادي بالميراس ونادي سانتوس ونادي ساو باولو ونادي غواراني ونادي كورينثيانز ونادي ميلوناريوس.

## وصلات خارجية
- نيتو (لاعب كرة قدم مواليد 1966) على موقع قاعدة بيانات كرة القدم.إي يو (الإنجليزية)
- نيتو (لاعب كرة قدم مواليد 1966) على موقع ناشيونال فوتبول تيمز (الإنجليزية)
- نيتو (لاعب كرة قدم مواليد 1966) على موقع أوليمبيديا (الإنجليزية)
- نيتو (لاعب كرة قدم مواليد 1966) على موقع اللجنة الأولمبية البرازيلية (البرتغالية)